# Nazareth (band)

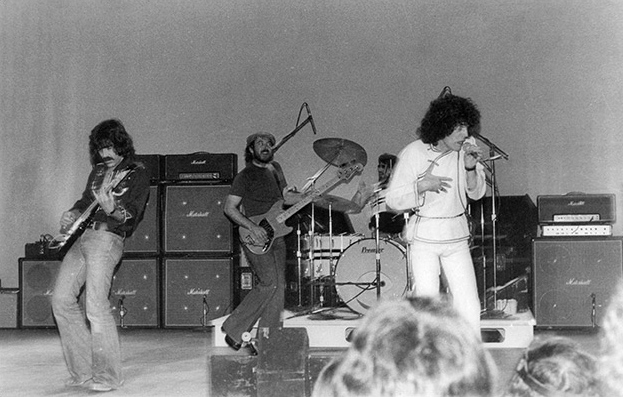
Nazareth (1976)

Nazareth is een Schotse hardrockband die in 1976 vijf weken (onder meer) de Nederlandse Top 40 aanvoerde met het nummer Love Hurts.

## Historie
Nazareth werd opgericht in 1968 en bestond oorspronkelijk uit Dan McCafferty (zang), Manny Charlton (gitaar), Pete Agnew (basgitaar) en Darrell Sweet (drums). De band bestond tien jaar in deze samenstelling, tot in 1978 gitarist Zal Cleminson het vijfde bandlid werd. Sindsdien veranderde de samenstelling regelmatig, hoewel de oprichters lange tijd deel bleven uitmaken van de groep. Nazareth speelde in Nederland tijdens Pinkpop 1975.
In 1975 verscheen Hair of the Dog, het zesde album van de groep. Hierop stond onder meer het nummer Love Hurts, een cover van een door The Everly Brothers bekend geworden ballad die Nazareths grootste hit werd.
Begin 2013 maakten de oorspronkelijke leden McCafferty en Pete Agnew nog steeds deel uit van Nazareth. Charlton had de band in 1990 verlaten en overleed in juli 2022. Sweet was in 1999 op 51-jarige leeftijd aan een hartaanval overleden en werd vervangen door Lee Agnew, de zoon van Pete. Bij concerten in Canada en St. Gallen in dat jaar werd McCafferty onwel op het podium, en wegens zijn voortdurende gezondheidsproblemen zag hij zich gedwongen te stoppen met optreden. Hij werd vervangen door Linton Osborne, die op zijn beurt in 2015 werd opgevolgd door Carl Sentance. McCafferty overleed in november 2022.

## Albums
- Nazareth (1971)
- Exercises (1972)
- Razamanaz (1973)
- Loud 'N' Proud (1974)
- Rampant (1974)
- Hair of the Dog (1975, met Love Hurts)
- Greatest Hits (1975)
- Close Enough for Rock 'N' Roll (1976)
- Hot Tracks (1976)
- Play 'N' the Game (1976)
- Expect No Mercy (1977)
- No Mean City (1979)
- Malice in Wonderland (1980)
- The Fool Circle (1981)
- Snaz (1981)
- 2XS (1982)
- Sound Elixir (1983)
- The Catch (1984)
- The Ballad Album (1985)
- Cinema (1986)
- Snakes 'N' Ladders (1989)
- The Ballad Album Vol.2 (1989)
- BBC Radio 1 Live in Concert (1991)
- No Jive (1991)
- From the Vaults (1993) (compilatie)
- Move Me (1994)
- Boogaloo (1998)
- Greatest Hits Volume II (1998)
- Live at the Beeb (live) (1998)
- The Very Best of Nazareth (2001)
- Homecoming (live) (2002)
- Alive and Kicking (2003)
- Maximum XS (2003)
- The River Sessions Live 1981 (live) (2004)
- Live in Brazil (2007)
- The Newz (2008)
- Big Dogz (2011)
- Rock 'n' Roll Telephone (2014)
- Tattooed on My Brain (2018)
- Surviving the Law (2022)

## NPO Radio 2 Top 2000
| Nummer met noteringen in de NPO Radio 2 Top 2000 | '99 | '00 | '01 | '02 | '03 | '04 | '05 | '06 | '07 | '08 | '09 | '10 | '11 | '12 | '13 | '14 | '15 | '16 | '17 | '18 | '19 | '20 | '21 | '22 | '23 | '24  |
| ------------------------------------------------ | --- | --- | --- | --- | --- | --- | --- | --- | --- | --- | --- | --- | --- | --- | --- | --- | --- | --- | --- | --- | --- | --- | --- | --- | --- | ---- |
| Love Hurts                                       | 210 | 372 | 373 | 395 | 425 | 426 | 535 | 475 | 443 | 436 | 611 | 557 | 531 | 718 | 554 | 499 | 603 | 653 | 562 | 741 | 734 | 800 | 841 | 832 | 958 | 1120 |

1. ↑  Een vetgedrukt getal geeft de hoogste notering aan.